# 브와디스와프 2세
브와디스와프 2세 야기에우워(폴란드어: Władysław II Jagiełło, 리투아니아어: Jogaila 요가일라, 1351년 ~ 1434년 6월 1일)는 리투아니아의 대공(1377년 ~ 1392년)을 겸한 폴란드의 국왕(1386년 ~ 1434년)이다. 이 두 나라를 합쳐 동유럽에서 손꼽히는 권력 국가를 이룬 야기에우워 왕가의 창시자이다.

## 어린 시절
요가일라(야기에우워)는 리투아니아의 대공 알기르다스의 12 아들 중의 하나로 빌뉴스에서 태어났다. 1377년 아버지가 사망하자, 야기에우워의 대공 칭호는 그의 일가에 의하여 논의되었다. 그의 삼촌 켕스투티스의 살인으로 투옥되었고, 이 대공으로서 통치 기간 중에 튜턴 기사단의 후원을 받은 그의 사촌 비타우타스와 리투아니아 대공 자리를 둘러싸고 경쟁하였다.
1384년 헝가리로부터 영토를 회복하는 데 도움이 될만할 강한 통치자를 원하였던 폴란드의 귀족들이 요가일라에게 어린 폴란드의 여왕 야드비가를 신부감으로 주면서 리투아니아를 기독교화시키고 폴란드와 통일하는 분위기에서 그녀의 왕좌를 나누도록 하였다. 요가일라는 전략적으로 유리한 계획을 숙고하였다.
1386년 2월 2일 브와디스와프 2세의 이름으로 폴란드 국왕 자리에 올랐고, 15일에는 로마 가톨릭교회의 세례를 받으면서 3일 후에 야드비가와 결혼하여 3월 4일 크라쿠프에서 대관식을 올렸다. 리투아니아를 로마 가톨릭으로 개종시키기도 하였다.
1399년 여왕이 사망할 때까지 자식없이 살던 브와디스와프는 폴란드의 지휘적 존재가 되었다. 튜턴 기사단은 그와 비타우타스 사이에 더 나아가의 분쟁을 성공적으로 이용하였으나 1401년 빌노 조약을 맺어 폴란드와 리투아니아가 공동적 외교 정책에 의하여 영속적으로 통일하는 상태에서 비타우타스를 리투아니아 대공으로 인정하였다.

## 폴란드와 리투아니아의 통치
외교 정책에서 브와디스와프는 4개의 주요 문제들을 해결해야 했다. 튜턴 기사단을 마주보고 리투아니아와 폴란드의 직위를 복직, 타타르족에 의한 침략을 멈춤, 헝가리가 차지한 루테니아(Ruthenia)의 회복, 자신들의 헝가리 경쟁자들에 대항하는 국가의 남동부에 폴란드의 영향력을 넓히는 것이었다.
활기찬 비타우타스의 군사적 도움으로 이 모든 분야에서 브와디스와프는 성공하였다. 4차례의 전쟁들(1409~11, 1414, 1422, 1431~32) - 1410년 타넨베르크 전투에서 튜턴 기사단이 패하여 유럽 북동부에서 자신들의 지도적 직위를 잃고 말았다. 그들이 잃은 영토들(사모기티아는 리투아니아에게, 비스툴라강에 놓인 작은 영토는 폴란드에게)은 작았으나, 재정과 군사력은 약해졌다.
타타르족은 자기들의 영토 확장에 결정적 확인의 값으로 1399년 보르스칼라 강의 전투에서 비타우타스를 꺾었다. 이것은 브와디스와프에게는 두배의 승리였다. 타타르족이 약해지자, 더욱 강력한 리투아니아의 완전 독립적인 통치자가 되는 비타우타스의 노력들이 그들의 패배와 함께 끝냈다.
루테니아는 1387년 이른 세월에 헝가리로부터 회복되었고, 폴란드는 예속의 몰다비아의 황태자를 만드는 데 강한 힘을 키웠다. 1412년 브와디스와프는 기부금의 교환으로 튜턴 기사단에 협력했던 헝가리와 타협을 이루었다. 계속적으로 그는 헝가리와 보헤미아의 왕 시그문트에 대항하는 후스교도들을 성원함에도 불구하고 그의 권력을 조심성있게 다루었다. 그래서 브와디스와프는 폴란드와 헝가리 사이의 좋은 관계와 함께 자신의 군림을 끝냈다.
국내 정책에서는 성공적이지 못하였다. 아직도 이교도들이었던 리투아니아의 지역들을 활기있게 기독교화시켰으나 그가 약속한 대로 리투아니아를 폴란드에 합병할 수 없었고, 비타우타스를 사실상으로 주권자로서 행하도록 할 수 밖에 없었다. 1430년 비타우타스가 사망하였지만 브와디스와프는 아직도 리투아니아에서 그의 대공위를 주장할 수 없었고, 내전 후에 비타우타스의 동생 지기만타스 켕스투타이티스가 리투아니아의 총독이 되었다.
폴란드에서는 귀족 사회가 그 직위에서 강화되었으며, 특히 브와디스와프의 군림 기간 후기에 공민을 자기 쪽에 두는 데 이길 수 없었고, 그들을 정치적으로 귀족들에게 대등할 활용을 못하였다. 1434년 6월 1일 그루데크(현재 우크라이나 리비우)에서 사망하였다. 아들인 브와디스와프 3세가 왕위를 계승했으며, 둘째 카지미에시 4세가 뒤를 이었다.

## 같이 보기
- 리투아니아의 역사